# العلاقات البالاوية الجورجية
العلاقات البالاوية الجورجية هي العلاقات الثنائية التي تجمع بين بالاو وجورجيا.

## مقارنة بين البلدين
هذه مقارنة عامة ومرجعية للدولتين:
| وجه المقارنة                                              | بالاو                         | جورجيا                          |
| --------------------------------------------------------- | ----------------------------- | ------------------------------- |
| المساحة (كم2)                                             | 465                           | 69.70 ألف                       |
| عدد السكان (نسمة)                                         | 21.73 ألف                     | 3.72 مليون                      |
| الكثافة السكانية (ن./كم²)                                 | 4.67 ألف                      | 53.37                           |
| العاصمة                                                   | نغيرولمود، كورور              | تبليسي، كوتايسي                 |
| اللغة الرسمية                                             | لغة إنجليزية، اللغة البالاوية | اللغة الجورجية، اللغة الأبخازية |
| العملة                                                    | دولار أمريكي                  | لاري جورجي                      |
| الناتج المحلي الإجمالي (بليون دولار)                      | 291.54 مليون                  | 15.16 مليار                     |
| الناتج المحلي الإجمالي (تعادل القوة الشرائية) بليون دولار | 326.12 مليون                  | 35.68 مليار                     |
| الناتج المحلي الإجمالي الاسمي للفرد دولار أمريكي          | 13.50 ألف                     | 3.79 ألف                        |
| الناتج المحلي الإجمالي للفرد دولار أمريكي                 | 14.76 ألف                     |                                 |
| مؤشر التنمية البشرية                                      | 0.780                         | 0.754                           |
| رمز المكالمات الدولي                                      | +680                          | +995                            |
| رمز الإنترنت                                              | .pw                           | .ge، .გე ‏                       |
| المنطقة الزمنية                                           | ت ع م+09:00                   | ت ع م+04:00                     |

## منظمات دولية مشتركة
يشترك البلدان في عضوية مجموعة من المنظمات الدولية، منها:
| علم المنظمة | اسم المنظمة                   | تاريخ انضمام بالاو | تاريخ انضمام جورجيا |
| ----------- | ----------------------------- | ------------------ | ------------------- |
|             | مؤسسة التنمية الدولية         | 16 ديسمبر 1997     | 31 أغسطس 1993       |
|             | الأمم المتحدة                 | 15 ديسمبر 1994     | 31 يوليو 1992       |
|             | مؤسسة التمويل الدولية         | 16 ديسمبر 1997     | 29 يونيو 1995       |
|             | يونسكو                        | 20 سبتمبر 1999     | 7 أكتوبر 1992       |
|             | البنك الدولي للإنشاء والتعمير | 16 ديسمبر 1997     | 7 أغسطس 1992        |

## وصلات خارجية
- موقع وزارة الخارجية الجورجية